# 678 (szám)
A 678 (római számmal: DCLXXVIII) egy természetes szám, szfenikus szám, a 2, a 3 és a 113 szorzata.

## A szám a matematikában
A tízes számrendszerbeli 678-as a kettes számrendszerben 1010100110, a nyolcas számrendszerben 1246, a tizenhatos számrendszerben 2A6 alakban írható fel.
A 678 páros szám, összetett szám, azon belül szfenikus szám, kanonikus alakban a 21 · 31 · 1131 szorzattal, normálalakban a 6,78 · 102 szorzattal írható fel. Nyolc osztója van a természetes számok halmazán, ezek növekvő sorrendben: 1, 2, 3, 6, 113, 226, 339 és 678.
A 678 négyzete 459 684, köbe 311 665 752, négyzetgyöke 26,03843, köbgyöke 8,78503, reciproka 0,0014749. A 678 egység sugarú kör kerülete 4259,99964 egység, területe 1 444 139,877 területegység; a 678 egység sugarú gömb térfogata 1 305 502 449,1 térfogategység.